# Saudareos
Saudareos ist eine Gattung kleiner Papageien aus der Gattungsgruppe der Loris. Sie kommt auf den Philippinen und auf den indonesischen Inseln Sulawesi, Timor, Wetar und den Sula-Inseln vor. Die Gattung wurde erst im Jahr 2020 durch den australischen Ornithologen Leo Joseph und zwei Kollegen eingeführt und beruht vor allem auf molekulargenetischen Befunden. Die fünf Arten der Gattung gehörten vorher zu den Keilschwanzloris (Trichoglossus) bzw. zu den Grünloris (Psitteuteles). Die Gattungsbezeichnung Saudareos setzt sich zusammen aus „saudara“, dem indonesischen Wort für Schwester, und Eos, der wissenschaftlichen Bezeichnung der Rotloris, der Schwestergattung von Saudareos.

## Merkmale
Äußerlich und morphologisch ist die Gattung Saudareos nur schwer von anderen, nah verwandten Lorigattungen zu unterscheiden. Von den Rotloris unterscheiden sie sich durch ihre überwiegend grüne Gefiederfärbung, die jedoch auch bei den Keilschwanzloris und Grünloris charakteristisch ist, bei Saudareos aber dominanter ist. Außerdem zeigen die Saudareos-Arten eine typische Querbänderung im Brust- und Bauchbereich, eine teilweise gelbe Befiederung und ihre Federn absorbieren einen kleineren Bereich des UV-Lichts.

## Arten
Zur Gattung Saudareos gehören fünf Arten:
- Mindanaolori (Saudareos johnstoniae (Hartert, E, 1903))
- Irislori (Saudareos iris (Sharpe, 1882))
- Sulalori (Saudareos flavoviridis (Wallace, 1863))
- Sulawesilori (Saudareos meyeri (Walden, 1871))
- Schmucklori (Saudareos ornatus (Linnaeus, 1758))